# Xigang
Xigang léase Si-Káng (en chino:西岗区, pinyin:Xīgǎng Qū) es un distritos urbano bajo la administración directa de la Subprovincia de Dalian, capital provincial de Liaoning, República Popular China. El distrito yace al extremo sur de la Península de Liaodong con una altitud promedio de 30 m s. n. m., ubicada en el centro financiero de la ciudad. Su área total es de 26 km² y su población proyectada para 2010 fue de 305 742 de habitantes.

## Administración
El distrito de Xigang se divide en 5 pueblos que se administran en  subdistritos.
- Xianglujiao (香炉礁街道)
- Rixin (日新街道)
- Bayi Road  (八一路街道)
- Plaza del Pueblo (人民广场街道)
- Baiyun(白云街道)